# Azıx (jaskinia)
Azıx (orm. Ազոխ, Azoch) – jaskinia i stanowisko archeologiczne z okresu paleolitu, położona w Azerbejdżanie, w rejonie Xocavənd. Znajduje się ok. 14 km na północny-zachód od miasta Füzuli, w pobliżu wsi Azıx, na lewym brzegu rzeki Quruçay. Jaskinia jest jednym z najważniejszych stanowisk paleolitycznych na Kaukazie, dostarczającym informacji o wczesnym osadnictwie ludzkim i ewolucji homininów w tym regionie. Wraz z pobliską jaskinią Tağlar, została wpisana na listę informacyjną UNESCO w 2021 roku jako „Prehistoryczne stanowiska jaskiń Azıx i Tağlar”.

## Historia badań
Badania archeologiczne, prowadzone intensywnie w latach 60. XX wieku, ujawniły długą historię osadnictwa. W 1968 roku zespół Məmmədəli Hüseynova odkrył fragment szczęki typu neandertalskiego (tzw. Człowiek z Azıx), datowany na ponad 300 000 lat, co czyni go jednym z najstarszych szczątków hominidów w tej części świata. Znaleziska z najniższych warstw jaskini sugerują obecność kultury preaszelskiej (datowanej na 730 000 – 1 500 000 lat), zbliżonej do kultury olduwajskiej z Wąwozu Olduvai oraz kultury związanej z jaskinią Lascaux.
Po wojnie w Górskim Karabachu (1991–1994), w wyniku której obszar ten znalazł się pod kontrolą sił ormiańskich, badania w jaskini zostały wznowione w 2001 roku przez międzynarodowy zespół badawczy, w skład którego wchodzili naukowcy z Armenii, Wielkiej Brytanii, Hiszpanii i Irlandii. Według raportów organizacji Monument Watch, podczas konfliktu w Górskim Karabachu w 2020 roku, jaskinia i jej okolice mogły być wykorzystywane do celów wojskowych, co mogło narazić stanowisko archeologiczne na uszkodzenia. Po odzyskaniu przez Azerbejdżan kontroli nad tym terytorium w wyniku wojny w 2020 roku, Ministerstwo Kultury Azerbejdżanu ogłosiło plany wznowienia badań naukowych w jaskini.

## Znaleziska archeologiczne
Jaskinia Azıx dostarczyła niezwykle bogatego materiału archeologicznego. W najniższych warstwach (X-VII) odkryto prymitywne narzędzia kamienne, które mogą należeć do kultury olduwajskiej. Warstwa VI dostarczyła licznych narzędzi kultury aszelskiej, w tym pięściaki, oraz skamieniałe szczątki fauny. Najważniejszym znaleziskiem z tej warstwy jest fragment szczęki hominina Azychantropa (tzw. Człowiek z Azıx), interpretowany jako pozostałość człowieka heidelberskiego lub wczesnego neandertalczyka. Warstwy V i IV zawierają materiały kultury mustierskiej, związane z neandertalczykami, w tym charakterystyczne narzędzia kamienne, kości zwierzęce oraz pozostałości palenisk. Najmłodsze warstwy (III-I) reprezentują paleolit górny. W jaskini znaleziono również ślady niedźwiedzi jaskiniowych, w tym ułożone czaszki, co może sugerować istnienie pewnych praktyk rytualnych.

## Znaczenie
Jaskinia Azıx jest stanowiskiem o kluczowym znaczeniu dla zrozumienia wczesnej prehistorii Kaukazu i Eurazji. Dostarcza dowodów na długotrwałe osadnictwo ludzkie, obejmujące okres od paleolitu dolnego po paleolit górny, oraz na ewolucję homininów i ich kultur materialnych. Znalezisko szczątków Azykhantropa jest jednym z najważniejszych odkryć paleoantropologicznych w regionie.